# Thomas & Friends
Thomas & Friends (no Brasil: Thomas e Seus Amigos / Thomas e sua Turma (Cartoon Network), e em Portugal: Thomas e os Seus Amigos (RTP2) ou Tomás e Amigos (JimJam)) é uma série de televisão infantil britânica baseada na série de livros The Railway Series, criada pelo Reverendo Wilbert Awdry. O programa teve sua primeira transmissão em 9 de outubro de 1984, no Reino Unido. Esse desenho animado narra histórias de uma ferrovia situada na fictícia Ilha de Sodor, onde convivem vários meios de transportes falantes, como locomotivas, vagões, ônibus e um helicóptero. Suas primeiras temporadas eram filmadas usando bonecos que se moviam mecanicamente.
No Brasil, o programa estreou no início dos anos 2000, no Discovery Kids, onde é exibido até hoje, além disso o canal tem acervo a todas as temporadas. Além disso, já foi exibido pela Cartoon Network (1-7) com o nome Thomas e sua Turma, pela Rede Globo através do bloco TV Globinho (4-18), TV Brasil (8-12), SBT através do bloco Carrossel Animado  (apenas as temporadas animadas e semi-animadas utilizava os bonecos mecânicos porem usa montagens computadorizadas para rostos e pessoas (12)) e é exibido também na TV Cultura no programa Quintal da Cultura  (12-em diante) desde o dia 12 de maio de 2013.
Em Portugal, é exibida pelo Canal Panda, pelo JimJam e posteriormente pela RTP2.

## Sinopse
A história passa-se na fictícia Ilha de Sodor, onde Thomas, uma locomotiva azul, apronta suas travessuras junto com seus amigos. Em Thomas e seus amigos, os seres humanos são meros coadjuvantes. Seus personagens principais são desde trens, ônibus até helicópteros. Todos eles trabalham na Estação Ferroviária do Sir Topham Hatt. Thomas e seus amigos é um desenho feito para crianças de todas as idades, além de histórias divertidas e mágicas, tem várias músicas e atividades educativas, mensagens positivas e lição de moral para crianças pequenas.

### A História de Thomas e seus Amigos
A história começa em 1917, na silenciosa vila de Box, em Wiltshire, Inglaterra. Um menino está acordado em sua cama, ouvindo as locomotivas a vapor passarem na Great Western Railway ali perto. Para o menino deitado em sua cama, ouvindo as locomotivas, parece que elas estão conversando entre si, o menino é Wilbert Awdry que mais tarde se tornará o Reverendo W. Awdry, o criador de "The Railway Series" e da mais famosa locomotiva a vapor do mundo: Thomas.
Muitos anos depois, em 1940, já casado, Wilbert Awdry acabou passando sua paixão por ferrovias para seu filho, Christopher Awdry. Em 1943, quando Christopher estava de cama com sarampo, Wilbert Awdry distraiu seu filho improvisando histórias sobre as locomotivas a vapor da sua infância. Então, deu-se início às aventuras de Edward e mais duas locomotivas, Gordon e Henry. Estas histórias originais foram contadas inúmeras vezes até que, pressionado por Christopher para que tivessem mais detalhes, o Rev. Wilbert Awdry finalmente escreveu as histórias no papel.
Foi somente por causa da persistência de sua esposa, Margaret, que o Rev. Wilbert Awdry ofereceu seus rascunhos para um editor, e seu primeiro livro "The Three Railway Engines" (As Três Locomotivas da Ferrovia) foi publicado por Edmund Ward em 1945. No Natal daquele ano, o Reverendo W. Awdry fez para seu filho Christopher um trem de madeira, que mais tarde foi batizado de "Thomas". E assim, Thomas, a Locomotiva, nasceu. Por insistência de Christopher, seu pai começou a inventar histórias sobre Thomas também. "Thomas the Tank Engine" (Thomas, a Locomotiva a Vapor) foi publicado no ano seguinte e seguiu em frente. O Rev. Wilbert Awdry inventou um cenário fictício para as histórias, a Ilha de Sodor, e escreveu um novo livro a cada ano até sua vigésima sexta e última história.

### A Todo Vapor Pelas Gerações
Nos anos seguintes, o Rev. Wilbert Awdry aproveitou a semi-aposentadoria para responder milhares de cartas de fãs de seus livros. Em 1983, seguindo os passos do pai, Christopher Awdry começou a escrever histórias para a alegria de seu filho Richard. "Really Useful Engines" (Locomotivas Muito Úteis) foi o primeiro dos 14 livros de Christopher Awdry que entreteve uma segunda geração de fãs de Thomas. Em 1979, Britt Allcroft, uma produtora de televisão britânica, estava filmando um documentário sobre a Bluebell Railway, uma ferrovia preservada em Sussex no Reino Unido que apareceu no livro da The Railway Series Stepney the Bluebell Engine. E parte da pesquisa que ela fez antes de filmar, Britt Allcroft leu alguns livros da The Railway Series onde se divertiu lendo e ficou impressionada com as historia que o Reverendo W. Awdry escreveu. E depois disso Britt Allcroft começou a trabalhar para trazer as páginas dos livros para a televisão, e em 1983 ,depois de dois anos trabalhando para conseguir montar a equipe de produção e o dinheiro para produzir a serie, foi produzido o episódio piloto da serie que foi apresentado para a ITV, o episódio era uma adaptação da historia Down the Mine (Rumo à Mina) do livro Gordon the Big Engine que foi um sucesso e resultou na primeira temporada recebendo a aprovação para ser produzida, e a historia que foi adaptada no episódio piloto foi refeita e foi o penúltimo episódio da temporada 1. O episiódio piloto não foi lançado ao publico e atualmente ou ele foi perdido ou esta guardado em um armazém, somente algumas cenas do episódio piloto foram descobertas onde foram usadas no episódio refeito.
“Thomas a Locomotiva & Amigos” foi ao ar no canal britânico ITV pela primeira vez em 9 de outubro de 1984 e a série tornou-se um sucesso instantâneo. Após alguns meses, 8,5 milhões de pessoas assistiam a Thomas na TV. Havia mais pessoas vendo Thomas do que outros canais com programas esportivos. Crianças e adultos estavam adorando a pequena locomotiva a vapor e os belos modelos ferroviários da série. O próximo passo para Thomas foi os EUA em 1989, quando Thomas e Seus Amigos foi para os EUA com o programa Shining Time Station na PBS. A canadense YTV também levou Thomas para sua programação, e a locomotiva não viu sinais de parar por lá. Em 1991, Thomas estava no Japão. Em 1997, na Alemanha. E, agora, é transmitido em 130 países por todo o mundo.
No ano 2000, Thomas tornou-se a primeira locomotiva a vapor a ter um filme com o seu nome. “Thomas and the Magic Railroad” (Thomas e a Ferrovia Mágica) foi um longa-metragem que acabou sendo um fracasso nas bilheterias onde quase não conseguiu se pagar, recebendo críticas mistas-negativas, depois do fracasso do filme a Britt Allcroft ,que escreveu e dirigiu o filme, saiu do comando da empresa que carregava o nome dela que mudou de nome para Gullane Entertainment. Hoje, Thomas está em vários lugares do mundo, com um parque temático no Japão, inúmeros jogos e brinquedos, centenas de eventos como os "Passeios com Thomas" na Inglaterra, Canadá, EUA, a Thomas Land no Reino Unido e Japão, e um novo site, pode-se dizer que o pequeno modelo de madeira feito pelo Rev. Wilbert Awdry, há 70 anos, percorreu e ainda percorre um longo caminho.

## Formato
- Os episódios da "Série Clássica" (temporadas 1 até 7) contavam com episódios de até 4 minutos e 30 segundos cada.
- Os episódios da "New Séries" (temporadas 8 até 12) contavam com episódios de até 10 minutos cada.
- Os episódios da "CGI Séries" (temporadas 13 até 21) contavam com episódios de até 11 minutos cada.
- Os episódios da "Grande Mundo! Grandes Aventuras!" (temporadas 22 em diante) contam com episódios de 11 minutos cada.
- Os episódios da Era dos Modelos (temporadas 1 até 12) tinham apenas 1 dublador para todos os personagens. (Exceto no Japão)
- No Brasil as temporadas 1-5 eram narradas pelo Tatá Guarnieri e as temporadas 8-12 eram narradas pelo Dário de Castro. (Alguns episódios das temporadas 1-5 não foram narrados por Tatá Guarnieri e posteriormente Dário de Castro narrou os episódios que faltavam) (As temporadas 6-7 não receberam dublagem em português no Brasil)

## Carta para Christopher
Querido Christopher,
Este é o seu amigo Thomas, a Locomotiva. Ele queria sair de sua estação para ver o mundo. Estas histórias vão contar como ele fez isso. Espero que goste delas porque você me ajudou a fazê-las.
Do seu amado pai.
Rev. W. Awdry

## Personagens

### Principais (Equipe das Locomotivas a Vapor)
- Thomas (o nº 1 na cor Azul) - Thomas é a locomotiva azul número 1. Ele é uma locomotiva pequena e audaciosa que costuma se meter em enrascadas, geralmente por ficar ansioso para fazer as coisas melhores deixadas para locomotivas maiores e mais sensatas. Mas os problemas nunca duram muito no mundo de Thomas, e logo ele está se movendo de novo, fazendo seu papel pelo pátio em seu próprio ramal. Thomas trabalha bastante e tenta se esforçar para ser uma locomotiva muito útil. Thomas é baseado no London Brighton and South Coast Railway 0-6-0 E2 com tanques laterais maiores.

- Edward (o nº 2 na cor Azul) - Edward é a locomotiva azul número 2. Ele é uma das locomotivas mais antigas e sábias da ferrovia de Sir Topham Hatt. Edward é gentil e um ótimo amigo para todos. Quando as outras locomotivas não se comportam bem, Sir Topham Hatt procura Edward para acalmar todos e restaurar a ordem. Edward não tinha um número na lateral, nas primeiras histórias. Só depois do Livro 6, da série Railway, que Edward ganhou o número 2. Edward é baseado em uma locomotiva 4-4-0 furness K2 com tender diferente.
- Henry (o nº 3 na cor Verde) - Henry é a locomotiva verde número três. Ele é uma locomotiva comprida e rápida e tem um visual de puro-sangue. Como todo puro-sangue, ele tende a ser um pouco tenso e preocupado. Mas, em qualquer dia, ele é um ótimo competidor para qualquer locomotiva. Antes de ter seu formato alterado, Henry teve que usar um carvão especial para conseguir funcionar direito. Henry é baseado em uma locomotiva Stainer 4-6-0 Classe 5.
- Gordon (o nº 4 na cor Azul) - Gordon é a locomotiva azul número quatro que puxa o expresso. Como membro sênior da família de locomotivas, ele é o mais rápido e o mais forte da equipe de Sir Topham Hatt - e ele sabe disso. Ele tem bom coração, está sempre disposto a perdoar e usa sua força superior para ajudar locomotivas menores a se livrarem de problemas. Quando a Rainha visitou a Ilha de Sodor, Sir Topham Hatt pediu a Gordon que a levasse pela ilha. Gordon é baseado em uma locomotiva Gresley Liner A3 4-6-2, mas é conhecido como um protótipo A0, que Sir Tophan Hatt comprou com desconto de Sir Nigel Gresley na década de 20.
- James (o nº 5 na cor Vermelha) - James é a locomotiva vermelha número cinco. Ele é uma locomotiva de porte médio; suas seis rodas não são tão grandes quanto as de Gordon, mas não tão pequenas quanto as de Thomas. Ele tem uma bela pintura vermelha e cúpula de latão, e acha que é uma Locomotiva Realmente Esplêndida. Às vezes, isso leva a ideias erradas sobre o tipo certo de trabalho para uma locomotiva tão ilustre, deixando James sempre com problemas. James é uma locomotiva mista de tráfego, isto é, ele pode puxar vagões com passageiros e vagões com carga. James é baseado em uma locomotiva tênder superaquecida 2-6-0 Classe 28 Hughes.
- Percy (o nº 6 na cor Verde) - Percy é a locomotiva verde número seis. Ele é o membro mais jovem da ferrovia de Sir Topham Hatt. Ele está feliz em resfolegar pelos campos e não pensa em se aventurar pelo mundo. Percy é o melhor amigo de Thomas e seu trabalho favorito é entregar correspondências. Ele está sempre feliz em ajudar outras locomotivas que se aproveitam da sua bondade. Percy é uma locomotiva tanque 0-4-0 baseada nas locomotivas da Avonside Engine Company.
- Toby (o nº 7 na cor Marrom) - Toby é o trem-bonde marrom, número 7. Ele é quadradão, tanto no visual quanto no humor. Toby está sempre feliz ao trabalhar e normalmente é encontrado na linha da Pedreira juntamente com seu vagão, Henrietta. O Controlador Gordo trouxe Toby para sua ferrovia para ajudar no ramal de Thomas. Toby é baseado em um trem-bonde 0-6-0 a vapor.
- Duck (o n° 8 na cor verde)
- Donald e Douglas (o n° 9 e o n° 10 ambos na cor preta)
- Oliver (o n° 11 na cor verde)
- Emily (a n° 12 na cor Verde) - Emily é uma linda locomotiva verde esmeralda, número 12, com pintura brilhante e acessórios brilhantes de latão. Ela pode ser um pouco mandona e achar que sabe tudo, mas está sempre pronta para ajudar um amigo. Ela é a membro mais nova da Equipe das Locomotivas a Vapor. Depois que Emily salvou Oliver e Toad, que estavam presos nos trilhos, Sir Topham Hatt a recompensou com dois vagões novos. Emily é baseada em uma locomotiva 4-2-2 “stirling single” da GNR, design por Patrick Stirling.
- Sir Topham Hatt - Sir Topham Hatt é o diretor da Estrada de Ferro da ilha de Sodor e é responsável por garantir que as locomotivas estejam sempre na hora certa e realmente úteis. Ele administra qual das locomotivas irá fazer o trabalho e onde será feito. Ele tem um jeito firme, mas gentil no trato com as locomotivas e os funcionários, mesmo que muitas das vezes não sai do jeito que ele queria, dizendo que foi "muito útil". Subiu na hierarquia de um engenheiro ferroviário para sua posição atual. Sir Topham Hatt foi agraciado com o título de cavaleiro (Sir) por seus serviços à indústria ferroviária.

### Secundários
- Lady Hatt (esposa de Sir Topham Hatt)
- Conde de Sodor (Sir Robert Norramby - dono de um grande pedaço de terra, onde há um castelo, da ilha de Sodor e um explorador cavalheiro)
- McCow (fazendeiro que tem um rebanho de ovelhas)
- Merrick na cor vermelha (guindaste)
- Reg na cor amarela (guindaste)
- Cranky na cor verde (guindaste)
- Bullstrode nas cores preta e vermelha (barcaça)
- Tiger Moth nas cores vermelha e amarela (biplano)
- Molly na cor amarela
- Murdoch na cor laranja
- Skarloey na cor vermelha
- Arthur na cor vermelha
- Mavis na cor preta
- Charlie na cor roxa
- Spencer na cor prata
- Ferdinand na cor azul
- Arry na cor preto e amarelo
- Bert nas cores preto e amarelo
- Salty na cor vinho
- Stepney na cor amarela
- Freddie na cor branca
- Diesel 10 na cor amarela
- Diesel na cor preta
- Sir Handel na cor azul
- Fergus na cor azul (locomotiva de tração)
- Dragão Chinês nas cores vermelho e amarelo (vagão coberto por uma fantasia semelhante aos usados na China)
- Lady na cor roxa
- Ned nas cores vermelho e laranja
- Mighty Mac na cor azul
- Rusty na cor laranja
- Splatter e Dodge nas cores lilás e verde, respectivamente
- Rocky na cor vermelha (guindaste)
- Dennis na cor cinza
- Rosie na cor vermelha
- Neville na cor preta
- Boco na cor verde
- Culdee na cor roxa (personagem apenas dos livros)
- Rheneas na cor vermelha
- Elizabeth na cor vermelha (caminhonete)
- Harvey na cor vermelha (guindaste)
- Max & Monty na cor marrom (caminhão)
- Alfie na cor verde (escavadeira)
- Bertie na cor vermelha (ônibus)
- Harold na cor branca (helicóptero)
- Trevor na cor verde (locomotiva de tração)
- Terence na cor laranja (trator)
- Lorry 1,2 e 3 na cor marrom (caminhão)
- George na cor verde (rolo compressor)
- Bulgy na cor vermelha (ônibus de dois andares)
- Jack na cor vermelha (escavadeira)
- Hiro na cor preta
- Kelly na cor azul escuro (maquina de construção)
- Jeremy na cor branca (avião de passageiros)
- Os maquinistas
- Vagões encrenqueiros (vagões de carga) em vários tipos de cores diferentes mas na maioria são marrons ou pretos
- Victor na cor vermelho com listras pretas e amarelas
- Kevin na cor amarelo (guindaste)
- Toad na cor cinza (carro-freio de Oliver)
- S.C Rufley na cor marrom (vagão encrenqueiro)
- Clarabel na cor laranja (vagão de passageiros de Thomas)
- Annie na cor laranja (vagão de passageiros de Thomas)
- Bash e Dash na cores laranja e cinza
- Captain na cor amarela e azul (barco salva-vidas)
- Scruff Scruncher na cor verde-oliva
- Thumper na cor vermelha (máquina da pedreira)
- Gator na cor verde escuro e claro com listra horizontal vermelha
- Marion na cor laranja com listra horizontal amarela (escavadeira a vapor)
- Timothy na cor azul escuro
- Luke na cor verde
- Flynn na cor vermelha (caminhão-bombeiro)
- Henrietta na cor marrom (vagão de passageiros de Toby)
- Winston  na cor vermelha (carro de inspeção dos trilhos de Sir Topham Hatt)
- Whiff na cor verde (locomotiva coletora de lixo)
- Glynn na cor vermelha
- Madge na cor verde e amarela (caminhão)
- Locomotiva fantasma na cor branca
- Proteus na cor amarela
- Smudger na cor verde (primeiro locomotiva, depois gerador)
- Bertam na cor marrom
- Duke na cor laranja
- O Diesel (Classe 40) na cor verde e amarela
- Buster na cor vermelha e laranja (rolo compressor)
- Nelson na cor preta (caminhão)
- Patrick na cor lilás e branco (caminhão de cimento)
- Byron na cor amarela (caminhão)
- Flora na cor amarelo e vermelho (bonde a vapor)
- Hank na cor azul escuro
- Colin na cor verde (guindaste)
- Rebecca na cor amarela e vermelha

## Curiosidades
- Sir Robert, o Conde de Sodor, muitas vezes diz: "Eu adoro uma boa surpresa!". Ele é um velho amigo de Sir Topham Hatt e voltou para a Ilha de Sodor depois de muitos anos viajando pelo mundo.

- Apesar de nunca de ter exibido os filhos de Sir Topham Hatt e Lady Hatt, chegou a aparecer os seus netos durante as férias deles para o litoral.
- Gordon algumas vezes diz: "Oh, mas que indignação!" ou então, "Oh, mas que ultraje!", quando está passando por alguma situação frustrante.
- Sir Topham Hatt tem um chapéu preto e é careca. Muitas vezes o seu chapéu cai ou voa.
- Ferdinand, a locomotiva madeireira, muitas vezes diz: "Está certo!". Ele não tem um dente do meio.
- Nas primeiras temporadas, os episódios eram gravados usando modelos, que podiam produzir vapor, mexer os olhos e a cara dos personagens podiam ser trocadas para se expressarem melhor. E os humanos eram bonecos de madeira que não podiam se mover.
- Quando as temporadas eram filmadas usando modelos, os trens usados eram pequenos e eram produzidos em escala 1:32, mais conhecida como escala "O".

## Dublagem
- Narrador - Tatá Guarnieri
- Thomas - Daniel Figueira
- Gordon - João Carlos Guerra
- Percy - Bruno Marçal
- Sir Topham Hatt - Guilherme Lopes / Luiz Carlos de Moraes
- James - Ulisses Bezerra (da 13ª até a 15ª temporadas,e 18ª temporada - presente);Fábio de Castro (16ª temporada) e Lucas Gama (17ª temporada)
- Henry - Sérgio Corcetti (da 13ª até a 16ª temporadas) e Henrique Reis (17ª temporada - presente)
- Spencer - Wallace Costa
- Bertie - Ramon Campos
- Harold - Paulo Ávila
- Emily - Fernanda Bullara (da 13ª até a 15ª temporada]] e Kate Kelly (16ª temporada)
- Toby - Fadulli Costa
- Edward - Celso Alves
- Victor - Élcio Sodré
- Mavis - Cecília Lemes (1ª voz) e Renato Cavalcanti (2ª voz)
- Hiro - Carlos Campanile
- Annie - Ximene Araya
- Clarabel - Claudia Victoria
- Cranky - Mauro Castro
- Kevin - Robson Kumode
- Paxton - César Emilio
- Duck - Henrique Canales
- Oliver - Renato Hermeto
- Salty - Francisco Brétas
- Diesel - Anibal Munhoz (13ª até a 21ª temporada) e Marcelo Pissardini (a partir da 22ª temporada)
- Charlie - Márcio Marconato
- Hugo - Cléber Martins
- Skiff - Raul Rosa
- Connor - Bruno Mello
- Caitlin - Adna Cruz
- Sir Robert (Conde do castelo) - Sérgio Rufino (17ª - 18ª temporada) e Carlos Seidl (19ª temporada - presente)
- Stephen - Roberto Leite

Estúdio - Grupo Macias

## Produções

### Temporadas
- Temporada 1 (1984-1985)
- Temporada 2 (1986)
- Temporada 3 (1992)
- Temporada 4 (1995)
- Temporada 5 (1998)
- Temporada 6 (2002)
- Temporada 7 (2003)
- Temporada 8 (2004)
- Temporada 9 (2005)
- Temporada 10 (2006)
- Temporada 11 (2007-2008)
- Temporada 12 (2008)
- Temporada 13 (2010)
- Temporada 14 (2010)
- Temporada 15 (2011)
- Temporada 16 (2012)
- Temporada 17 (2013-2014)
- Temporada 18 (2014-2015)
- Temporada 19 (2015-2017)
- Temporada 20 (2016-2017)
- Temporada 21 (2017)
- Temporada 22 (2018-2019)
- Temporada 23 (2019-2020)
- Temporada 24 (2020-2021)

### Filmes
- Thomas e a Ferrovia Mágica (2000)
- Chamando Todas as Locomotivas! (2005)
- A Grande Descoberta (2008)
- Herói dos Trilhos (2009)
- Resgate na Ilha Misteriosa (2010)
- Dia dos Trens a Diesel (2011)
- O Mistério da Montanha Azul (2012)
- O Rei da Ferrovia (2013)
- Aventura de Coragem (2014)
- A Aventura Começa (2015) (Não lançado no Brasil)
- A Lenda do Tesouro Perdido (2015)
- A Grande Corrida (2016)
- Viagem ao Desconhecido (2017)
- Um Grande Mundo de Aventuras (2018)